# Caballería de Yeomanry
La caballería de Yeomanry era el componente montado del British Volunteer Corps, un grupo militar establecido a fines del siglo XVIII durante las guerras revolucionarias francesas. Los yeoman eran individuos con cierto prestigio social, por debajo de un caballero, mientras que el yeomanry era inicialmente una fuerza militar asentada en los condados rurales. Su reclutamiento era responsabilidad primordialmente de los terratenientes, y uno de los requisitos era que debían proporcionar sus propios caballos para las actividades del grupo. Por lo general los oficiales provenían de la aristocracia terrateniente y, aunque esto era un aspecto importante para su selección, lo cierto es que el criterio más determinante era la riqueza personal. Por ende, era habitual que los nuevos ricos optaran por incorporarse a los Yeomanry para mejorar su posición social, a la vez que apoyaban financieramente la causa.
Los Yeomanry servían tanto como un instrumento de ley y orden como una organización militar, y sus términos de servicio enfatizaban la defensa contra la insurrección y la invasión. Se le convocó una sola vez para evitar una invasión extranjera en 1797, cuando la Légion Noire francesa desembarcó en Fishguard (Gales), y los Yeomanry de Castlemartin formaron parte del grupo que derrotó a los invasores durante la Batalla de Fishguard. Durante su funcionamiento, resultó más común su involucramiento como fuerzas policíacas en sucesos como los juicios de la London Corresponding Society en 1794, los disturbios por comida de 1795, las protestas por cercamiento, la destrucción ocasionada por los luditas y los disturbios por parte de militares desmovilizados en los años previos de las guerras con Francia.
En 1801 eran 21 000 inscritos en la milicia Yeomanry dispersos en tropas que se ubicaban en la mayoría de los condados ingleses, varios galeses y algunos escoceses. Por lo general estaban asentados en ciudades, pueblos y fincas de la nobleza, y variaban en cantidad de uno a más de veinte en un mismo condado. Algunas tropas también se formaron en Irlanda como resultado del dominio protestante. El Tratadode Amiens en 1802 produjo la reducción de las fuerzas militares, pero gracias a una legislación se consiguió que los Volunteer Corps pudiesen seguir operando sin remuneraciones a sus elementos. Pese a que los Yeomanry rechazaron esta medida, el advenimiento de la guerra en 1803 condujo al incremento de sus fuerzas.

## Percepción popular

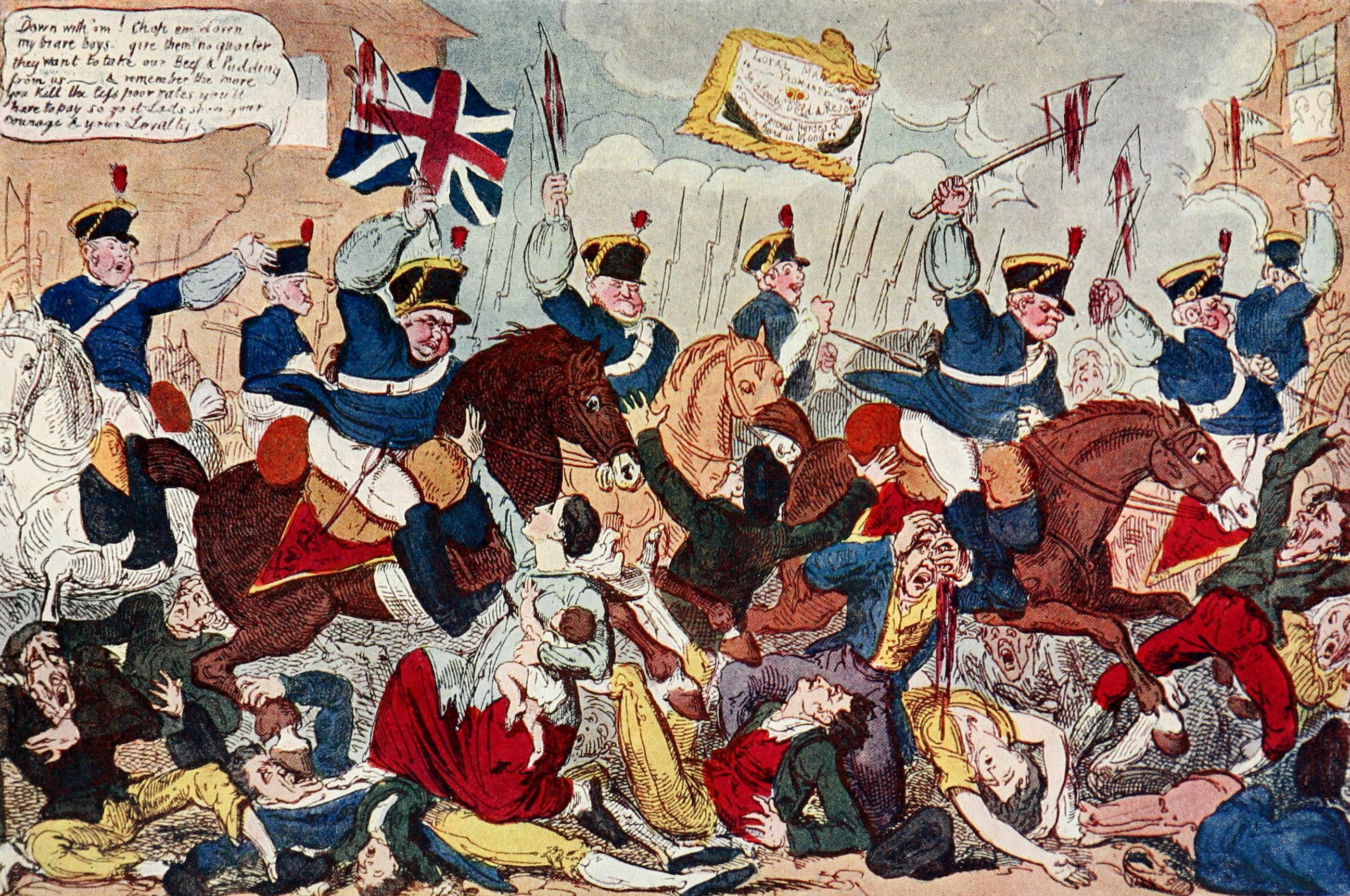
The Massacre of Peterloo por el caricaturista George Cruikshank

Peterloo polarizó las opiniones en la prensa: si bien los medios gubernamentales defendían la labor de los Yeomanry, los analistas radicales hicieron hincapié en los asesinatos y masacres perpetrados por el grupo. Aunque se trató de un episodio aislado, los eventos en St. Peter's Field diversificaron las percepciones de los Yeomanry entre la clase trabajadora políticamente involucrada, que lo equiparó con el abuso del poder civil. Las opiniones negativas persistieron un tiempo significativo después del acontecimiento, incluso en los niveles superiores de la sociedad, y en 1850 se hizo referencia a Peterloo cuando se criticaron las «inclinaciones» de los Yeomanry en el Parlamento. Sin embargo, la prensa gubernamental rara vez hizo mención en lo sucesivo de los Yeomanry, a la vez que el suceso de Peterloo se apartaba del interés de la sociedad. Lo anterior no impidió que, con mayor frecuencia, los Yeomanry fuesen retratados como «armas viejas, incompetentes y agitadas manchadas de sangre». Esta versión caricaturizada pasó a ser una sátira gracias a la cobertura de medios como la revista Punch que los ridiculizó como «el epítome de la torpe sociedad alta» a la vez que describía a sus integrantes como individuos con sobrepeso, incapaces de dominar sus armas o enfermos, y con caballos de proporciones insuficientes. Adicionalmente la literatura comenzó a recoger registros sobre los Yeomanry en los que se les calificaba como «aficionados con delirios de grandeza, escalada social, importancia personal y una mayor preocupación por el ocio y la apariencia que la defensa nacional».